# Lepoglava
Lepoglava (en allemand : Schönhaupt) est une ville et une municipalité située dans le comitat de Varaždin, en Croatie. 

## Géographie
La commune se situe dans la région traditionnelle de Hrvatsko Zagorje, dans la vallée de la Bednja, à huit kilomètres au sud-ouest d'Ivanec.
Au recensement de 2021, la municipalité comptait 6 945 habitants, dont 97,09 % de Croates et la ville seule comptait 3 400 habitants.

## Histoire

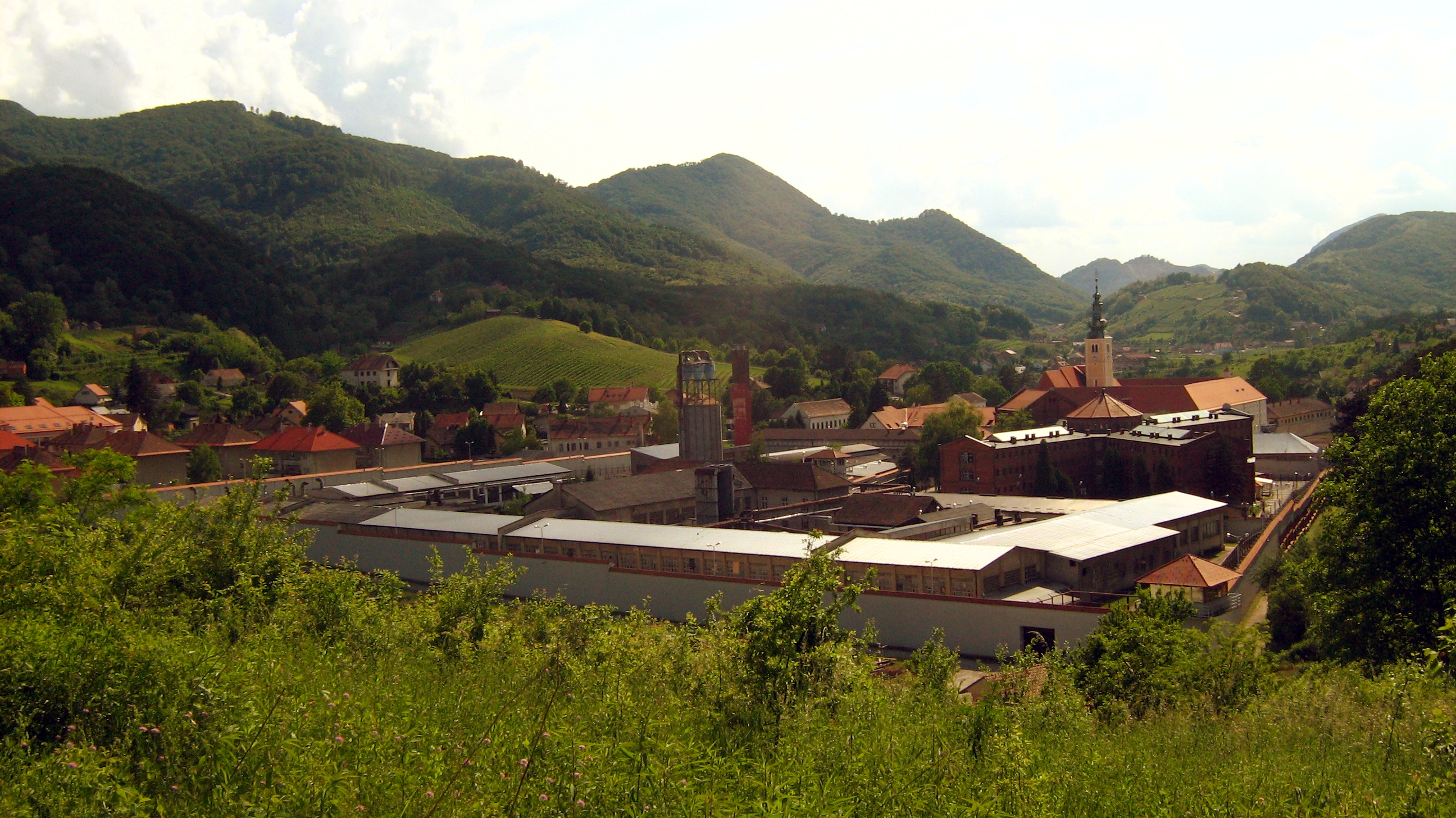
Centre pénitentiaire.

Vers 1400, un monastère des pères paulins était fondé à Lepoglava, qui a été transformé en centre pénitentiaire sous l'administration du royaume de Croatie-Slavonie en 1864. 
Après la Première Guerre mondiale et la dissolution de l'Autriche-Hongrie, le gouvernement du royaume de Yougoslavie a fait usage du pénitencier pour arrêter des opposants politiques, dont Josip Broz Tito, agent clandestin du Parti communiste, entre 1928 et 1933. Au cours de la Seconde Guerre mondiale, les Oustachis y construisent le (en) camp de concentration Lepoglava. Environ 1000 prisonniers y ont été assassinés.

## Localités
La municipalité de Lepoglava compte 16 localités : 
| - Bednjica - Crkovec - Donja Višnjica - Gornja Višnjica - Jazbina Višnjička - Kamenica - Kamenički Vrhovec - Kameničko Podgorje | - Lepoglava - Muričevec - Očura - Viletinec - Vulišinec - Zalužje - Zlogonje - Žarovnica |

## Personnalités liées à la ville
- Milan Šufflay (1879-1931), historien et homme politique.